# Azuurcotinga
De azuurcotinga (Cotinga amabilis) is een zangvogel uit de familie van de cotinga's (Cotingidae).

## Kenmerken
Het verenkleed is blauw, met een paarse keel en borststreek en een zwarte vleugeltekening. De lichaamslengte bedraagt 20 cm.

## Leefwijze
Deze prachtige vogel zit soms op een opvallende uitkijkpost op een hoge tak, maar meestal houdt hij zich verscholen in het bladerdak of in de vegetatie aan de rand van het regenwoud. Zijn voedsel bestaat uit vruchten en soms insecten.

## Voortplanting
Het nest bestaat uit een ondiepe kom, soms verborgen in de bladeren, dicht tegen de stam. Na het uitvliegen van de jongen wordt het nest door het vrouwtje vernield om te voorkomen, dat de nestplaats door roofdieren wordt ontdekt.

## Verspreiding
Het dier komt voor in Midden-Amerika van zuidoostelijk Mexico tot Costa Rica.

## Status
De grootte van de populatie is in 2017 geschat op 20.000-50.000 volwassen vogels. Op de Rode lijst van de IUCN heeft deze soort de status niet bedreigd.